# Hemisphaerius interclusus
Hemisphaerius interclusus är en insektsart som beskrevs av Noualhier 1896. Hemisphaerius interclusus ingår i släktet Hemisphaerius och familjen sköldstritar. Inga underarter finns listade i Catalogue of Life.